# دیلینجر (فیلم ۱۹۴۵)
«دیلینجر» (انگلیسی: Dillinger) یک فیلم به کارگردانی مکس نوسک است که در سال ۱۹۴۵ منتشر شد.

## بازیگران
- آن جفریز
- ادموند لو
- ارنست ویتمن
- جک مولهال
- لارنس تیرنی
- مارک لارنس